# Yufa
Yufa (kinesiska: 榆垡, 榆垡镇) är en köping i Kina. Den ligger i Daxing i storstadsområdet Peking, i den norra delen av landet, omkring 46 kilometer söder om stadskärnan. Antalet invånare är 56 002. Befolkningen består av 28 093 kvinnor och 27 909 män. Barn under 15 år utgör 9,0 %, vuxna 15-64 år 81 %, och äldre över 65 år 8,0 %.